# Іслам-ходжа
Іслам-ходжа (узб. سید اسلامخاوجا; нар. 1872 — пом. 9 серпня 1913) — державний діяч Хівінського ханства, реформатор і меценат.

## Життєпис
Походив з роду сеїдів. Син Сеїд Ібрагім-ходжи. Народився 1872 року в Хіві. Здобув гарну освіту. Окрім знання Корану і богословських творів, опанував фарсі, туркменською мовою.
Наближеність родини до двору хівінського хана сприяло швидкій кар'єрі Іслам-ходжи. Спочатку був намісником у Хазараспі. 1899 року призначено головним візиром. Згодом очолив рух Прави Джадид (представників баїв, купців, промисловців, що бажали модернізації ханства за перським зразком).
1910 року після смерті Мухаммад Рахім-хана II зберіг свою посаду при наступному володареві — Ісфандіяр-хані. Оскільки останній не відрізнявся особливими здібностями управління державою, вплив у державі Іслам-ходжи ще більше зріс.
З 1907 року декілька разів бував у Санкт-Петербурзі й Москві в складі делегації Хівінського ханства, симпатизував і захоплювався європейською культурою, намагався поширювати сучасну культуру в Хівінському ханстві. З дозволу хана, приймав в ханстві іноземних послів і делегацій з європейських країн. Іслам-ходжа намагався модернізувати Хівінське ханство. Протягом 1908—1909 років сприяв зведенню першої в ханстві електростанції, світських шкіл джадидизму, російської школи, а також сучасних мостів та облаштовуванню шляхів.
У 1910 році зусиллями і коштом Іслам-ходжі було завершено будівництво на південному сході Ічан-Кали (внутрішньому місті Хіви) великого комплексу — медресе Іслам-Ходжі і однойменного мінарету. На власні кошти головного візира було зведено бавовноочисний завод, лікарня на 100 хворих (імені спадкоємця Олексія) і аптека, поштово-телеграфна станція в Дішан-кале (усі в 1912 році), .
В низці своїх публічних виступів Іслам-ходжа закликав проти варварських і руйнівних релігійних звичаїв. Він вимагав також припинення свавілля чиновників і введення адміністративних реформ, які попередили б зростаюче невдоволення селянських мас. Це узгоджувалося з думкою Туркестанського генерал-губернаторства. Ханський уряд змушений був в 1910 році опублікувати маніфест, що обмежував права земельної аристократії та духовенства, що викликав хвилю реакції. Прагнув зменшити податок на землю, щоб полегшити становище селян.
Сприяв розвитку і зародженню в Хорезмі фотографії та кіно, запрошував в Хіву російських і європейських фахівців. Підтримував першого хорезмського фотографа і кінооператора — Худайбергена Деванова.
1913 року при поверненні з палацу хана біля цвинтаря Оглан Адіз-бобо головного візира Іслам-ходжу було вбито. Прихильники реформ вважали винним у змові проти нього самого Ісфандіяр-хана. Невдовзі було вбито сина Іслам-ходжи — Абдусалам-ходжу.